# Ярема, Виталий Григорьевич
Виталий Григорьевич Ярема (укр. Віталій Григорович Ярема; род. 14 октября 1963, село Строкова, Переяслав-Хмельницкий район, Киевская область, УССР, СССР) — украинский юрист и политик. Народный депутат Украины VII созыва. Первый вице-премьер-министр Украины с 27 февраля по 19 июня 2014 года. Генеральный прокурор Украины с 19 июня 2014 по 10 февраля 2015 года. Генерал-лейтенант милиции в отставке.

## Биография

### Ранние годы. Образование
- 1981—1983 — служба в армии.
- 1985—1987 — курсант Калининградской специальной средней школы милиции МВД СССР.
- 1992 — окончил Национальную академию внутренних дел Украины (НАВДУ).

### Служба в органах внутренних дел
- Декабрь 1983 — поступил на службу в органы внутренних дел на должность милиционера дивизиона милиции отдела вневедомственной охраны при Днепровском РОВД г. Киева.
- 1987 — участковый инспектор милиции Днепровского районного отдела внутренних дел УВД г. Киева.
- 1990 — проходил службу на должностях оперуполномоченного и заместителя начальника отдела уголовного розыска Днепровского РОВД ГУВД г. Киева.
- Июнь 1993 — заместитель начальника отдела, начальник отделения отдела по борьбе с групповыми и организованными преступными проявлениями управления уголовного розыска ГУВД г. Киева.
- Декабрь 1994 — заместитель начальника управления уголовного розыска, начальник отдела по борьбе с групповыми и организованными преступными проявлениями.
- 1997 — начальник управления уголовного розыска.
- Декабрь 1999 — первый заместитель начальника Главного управления уголовного розыска МВД Украины.
- Март 2001 — начальник УМВД Украины на Львовской железной дороге.
- Февраль 2003 — первый заместитель начальника Главного управления, начальник управления по борьбе с организованной преступностью ГУМВД Украины в г. Киеве.
- Август — ноябрь 2003 — заместитель начальника Департамента уголовного розыска, начальник управления по борьбе с организованной преступностью.
- 2003—2005 — первый заместитель начальника Департамента уголовного розыска МВД Украины.
- Февраль 2005 — начальник Главного управления МВД Украины в г. Киеве. 12 марта 2010 — подал в отставку.

### Политическая деятельность
Ещё до отставки, в 2006 году, Виталий Ярема по спискам Блока «Наша Украина» был избран депутатом Киевского городского совета.
С 12 декабря 2012 по 13 мая 2014 года — народный депутат Украины VII созыва, избран по избирательному округу № 212 от партии Всеукраинское объединение «Батькивщина». По результатам голосования набрал 30,22 % голосов избирателей.
В январе 2013 года избран Заместителем Председателя Комитета Верховного Совета Украины по борьбе с коррупцией и организованной преступностью. В этом же году Яремой на территории его избирательного округа (№ 212) в Дарницком районе Киева было открыто две общественные приемные (адреса: ул. Драгоманова, 17, оф. 316; м-н Бортничи, ул. Евгения Харченко, 43).
Согласно Постановлению Верховной Рады Украины от 23 мая 2013 года назначен Главой Временной следственной Комиссии ВРУ по расследованию фактов нападения на представителей средств массовой информации 18 мая 2013 года в городе Киеве по адресу улица Владимирская, 15 и расследования других фактов давления на средства массовой информации, воспрепятствование законной профессиональной деятельности журналистов, которая придала гласности факты вопиющего нарушения прав журналистов в Украине режимом Януковича  Архивная копия от 15 июня 2018 на Wayback Machine
27 февраля 2014 года назначен первым вице-премьером Украины, ответственным за силовой блок. Юрий Луценко вспоминал, что перед этим кандидатура Яремы на совете Майдана выдвигалась на пост министра МВД, однако с перевесом в один голос на него был выбран Аваков.

16 июня 2014 утвержден в составе Совета национальной безопасности и обороны Украины СНБО.

19 июня 2014 года решением Верховной Рады назначен Генеральным прокурором Украины (за проголосовало 329 депутатов). 9 февраля 2015 года подал в отставку. На следующий день Верховная Рада дала согласие на его отставку.
В феврале 2018 года вступил в БПП и стал заместителем председателя Киевской территориальной организации партии.
25 декабря 2018 года был включён в список лиц, в отношении которых Россия ввела санкции.

## Награды, почётные звания
- Медаль «За безупречную службу» III степени (1999).
- Заслуженный юрист Украины (18 августа 2009).
- Наградное оружие — пистолет IWI Jericho 941/«Форт-21.03» (22 июля 2014), пистолет Beretta 92 FS (14 октября 2014)[11].

## Семья
- Жена — Маргарита Валерьевна Ярема (род. 1965)[12]
- Сын — Валерий Ярема (род. 17 сентября 1988)[13]
- Дочь — Илона Ярема (род. 1992)[14]
- Дочь — Роксолана Ярема (род. 2005)